# Felix Kummer

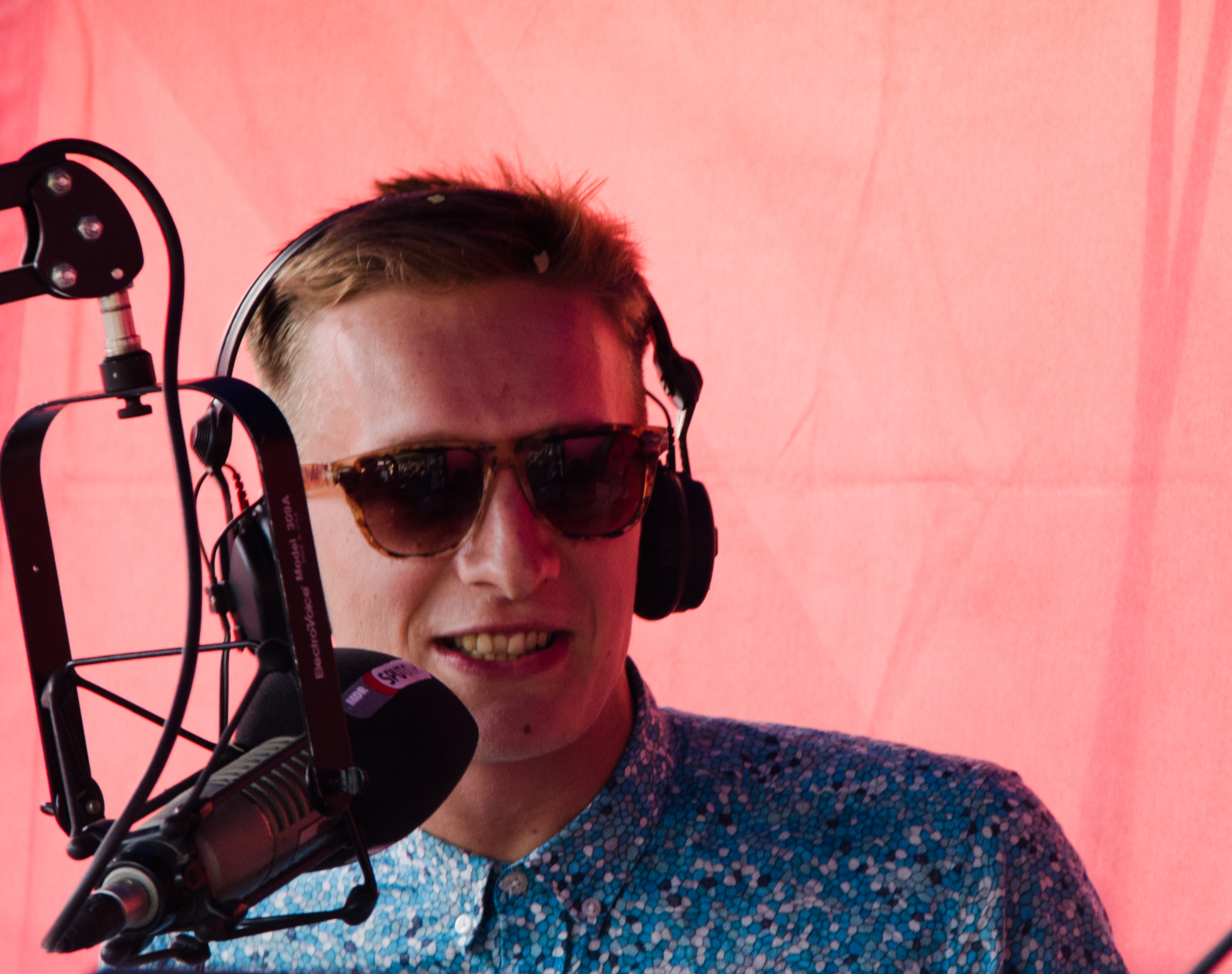
Felix Kummer auf dem Kosmonaut Festival (2014)

Felix Kummer (* 30. Juni 1989 in Karl-Marx-Stadt) ist ein deutscher Sänger und Rapper. Kummer ist bekannt als Frontmann der Rap-Rock-Band Kraftklub, für die er das Pseudonym Felix Brummer verwendet. Unter seinem Nachnamen Kummer und den Künstlernamen Bernd Bass und Carsten Chemnitz ist er als Solo-Künstler aktiv.

## Leben
Kummer wurde 1989 als Sohn der Musikerin Ina Kummer (geb. Hermann) und des Musikers Jan Kummer (AG. Geige) in Karl-Marx-Stadt (Chemnitz) geboren. Till Kummer, mit dem er in der Band Kraftklub spielt, ist sein jüngerer Bruder. Nina und Lotta Kummer von der Band Blond sind seine jüngeren Schwestern.

## Karriere
Im Juni 2007 veröffentlichte er als Teil des Rap-Projekts Bernd Bass & Linus der Profi sein erstes Album Feierabend. 2008 folgte das in den Noxwell Studios produzierte Nachfolgealbum Mit Handtuch und Kapuze.
Er setzte seine musikalische Karriere fort als Rapper Bernd Bass mit der 2006 gegründeten Schülerrockband Neonblocks. Sie haben sich im Fitnesscenter („Kraftclub“) getroffen. 2009 wurde daraus die Band Kraftklub mit Felix Kummer als Frontmann und Sänger und Karl Schumann, Steffen Israel und Max Marschk. Sein jüngerer Bruder Till spielt Bass. Felix Kummer schrieb die Texte des Debütalbums mit K.
Zwischen 2016 und 2019 wirkte Kummer als Feature-Rapper in Songs von Trettmann und Kitschkrieg sowie Zugezogen Maskulin und Felly mit.
Ab Juni 2019 führte Kummer seine Solokarriere als Rapper unter seinem Nachnamen Kummer fort. Am 27. Juni 2019 erschien unter diesem Namen die Single 9010. Am 23. August 2019 folgte die zweite Single Nicht die Musik mit Musikvideo. Zur Promotion seines Soloalbums Kiox eröffnete Kummer einen Plattenladen unter selbem Namen zwischen Zentrum und Brühl in Chemnitz. Das Album erreichte auf Anhieb Platz eins der deutschen Albumcharts. Am 20. Oktober 2021 kündigte er als Abschluss des Soloprojektes Kummer eine letzte Single an. Sie heißt Der letzte Song und erschien am 12. November 2021. Als Feature-Gast ist im Song Fred Rabe, der Sänger der deutschen Band Giant Rooks, zu hören. Zudem gibt es eine weitere Version mit Nina Chuba. Die abschließende Tournee wurde bedingt durch die weltweite COVID-19-Pandemie mehrfach verschoben, fand September 2022 in der Berliner Open-Air-Spielstätte Parkbühne Wuhlheide statt und wurde für eine Ausstrahlung im Rundfunk Berlin-Brandenburg aufgezeichnet.

## Gesellschaftlicher Einsatz
Von 2013 bis 2019 gab es das von Kraftklub initiierte Musikfestival Kosmonaut Festival in der Nähe von Chemnitz.
Felix Kummer hatte 2011 vor, mit der Hilfe von Freunden den Chemnitzer Stadtteil Brühl neu zu beleben. Dies scheiterte bisher am Widerstand von einzelnen Bewohnern.
Im Juli 2017 wurde er wegen einer Bemerkung während eines Konzerts von einem Anwalt aus der rechtsextremen Szene, Martin Kohlmann, angezeigt. Die Anzeige wurde allerdings von der Staatsanwaltschaft abgewiesen.
Nach den Ausschreitungen in Chemnitz 2018 organisierte er mit Kraftklub das kostenlose Konzert Wir sind mehr, um ein Statement gegen die Vereinnahmung der auslösenden Gewalttat durch Rechtsextreme zu setzen.

## Diskografie

### Als Bernd Bass
- 2007: Bernd Bass & Linus der Profi – Feierabend (Album)
- 2008: Bernd Bass & Linus der Profi – Mit Handtuch und Kapuze (Album)

### Als Bass Boy
- 2010: Bass Boy – Weiße Chucks (feat. Neon Blocks) (Albumtrack)
- 2010: Tefla & Jaleel – Hör Auf Deine Stimme (feat. Bass Boy) (Albumtrack)

### Als Felix Kraftklub
- 2011: Casper – Auf und Davon (feat. Die Orsons, Prinz Pi, Timi Hendrix, MontanaMax, Olson & Chakuza) – Megamonsterremix

### Als Felix Brummer
- 2013: MC Fitti – It Boys (feat. Felix Brummer) (Albumtrack)
- 2013: Ronny Trettmann – Die Flut (feat. Felix Brummer) (Albumtrack)
- 2018: Alligatoah – Beinebrechen (feat. Felix Brummer) (Albumtrack)
- 2019: Kettcar – Scheine in den Graben (feat. Schorsch Kamerun, Jen Bender, Bela B, Jörkk Mechenbier, Sookee, Marie Curry, Gisbert zu Knyphausen, Safi & David Fjørt) (Single)
- 2022: Casper – Gib mir Gefahr (feat. Felix Brummer) (Albumtrack)

### Als Carsten Chemnitz
- 2016: Trettmann – Wie du (feat. Carsten Chemnitz) (Single)
- 2019: Zugezogen Maskulin – 36 Grad (feat. Carsten Chemnitz, Nura) (Single)
- 2019: Felly – Dich mag keiner (feat. Carsten Chemnitz) (Single)

### Als Kummer

#### Studioalben
- 2019: Kiox

#### Singles
- 2019: 9010
- 2019: Nicht die Musik
- 2019: Bei dir (AT: Platin)
- 2019: Wie viel ist dein Outfit wert
- 2019: Der Rest meines Lebens (feat. Max Raabe, AT: Gold)
- 2021: Schiff (Machiavelli Sessions) (feat. WDR Funkhausorchester)
- 2021: Der letzte Song (Alles wird gut) (feat. Fred Rabe)
- 2021: Der letzte Song (Alles wird gut) (feat. Fred Rabe, Rundfunk-Tanzorchester Ehrenfeld)
- 2021: Der letzte Song (Alles wird gut) (feat. Nina Chuba)

## Trivia
Trettmann hat im Plattenladen Kiox gearbeitet, nach dem das Soloalbum von Kummer benannt ist. Dieser gehörte Kummers Vater, wodurch Trettmann auch oft der Babysitter von Felix Kummer und seinem Bruder Till Kummer war.

## Auszeichnungen für Musikverkäufe
Anmerkung: Auszeichnungen in Ländern aus den Charttabellen bzw. Chartboxen sind in ebendiesen zu finden.
| Land/RegionAuszeichnungen für Musikverkäufe (Land/Region, Auszeichnungen, Verkäufe, Quellen) | Gold     | Platin     | Verkäufe | Quellen           |
| -------------------------------------------------------------------------------------------- | -------- | ---------- | -------- | ----------------- |
| Deutschland (BVMI)                                                                           | 2× Gold2 | Platin1    | 700.000  | musikindustrie.de |
| Österreich (IFPI)                                                                            | 2× Gold2 | 3× Platin3 | 112.500  | ifpi.at           |
| Insgesamt                                                                                    | 4× Gold4 | 4× Platin4 |          |                   |